# Duomo di Brema
Il Duomo di San Pietro, in tedesco Bremer Dom o St. Petri Dom zu Bremen, dedicato a san Pietro, è una chiesa situata nel centro di Brema, nella Germania settentrionale.
Il Duomo appartiene alla Chiesa evangelica di Brema, un membro dell'organizzazione protestante chiamata Chiesa evangelica in Germania. È la protocattedrale del fu arcivescovato di Brema.
Si presenta come una chiesa romanica in arenaria e mattoni, che fu costruita nell'XI secolo sulle fondamenta di edifici precedenti più antichi e convertita in stile gotico nel XIII secolo. Nel XIV secolo è stata ampliata con cappelle laterali. Nel 1502 iniziò la trasformazione in chiesa a sala tardogodica, ma non era ancora stata terminata navata Nord, quando la Riforma fermò tutti i lavori di costruzione. Nel tardo XIX secolo ci fu una grande ristrutturazione dell'edificio, pesantemente trascurato e in parte distrutto, che comportò una facciata a due torri ad ovest e una torre centrale in stile neoromanico (in precedenza, probabilmente non esistente).  Dal 1973 è un Bene Culturale tutelato.

## Storia

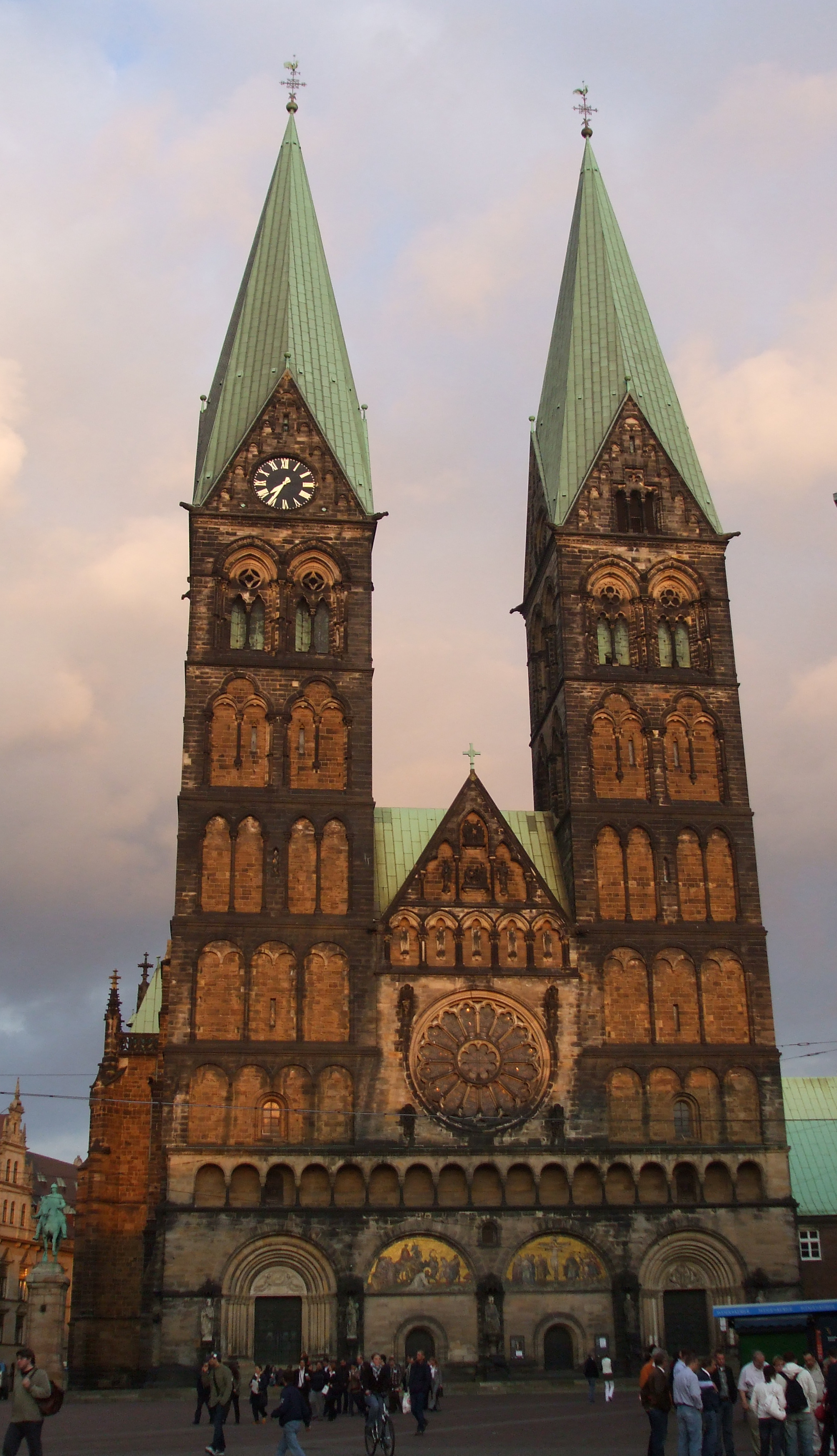
La facciata.

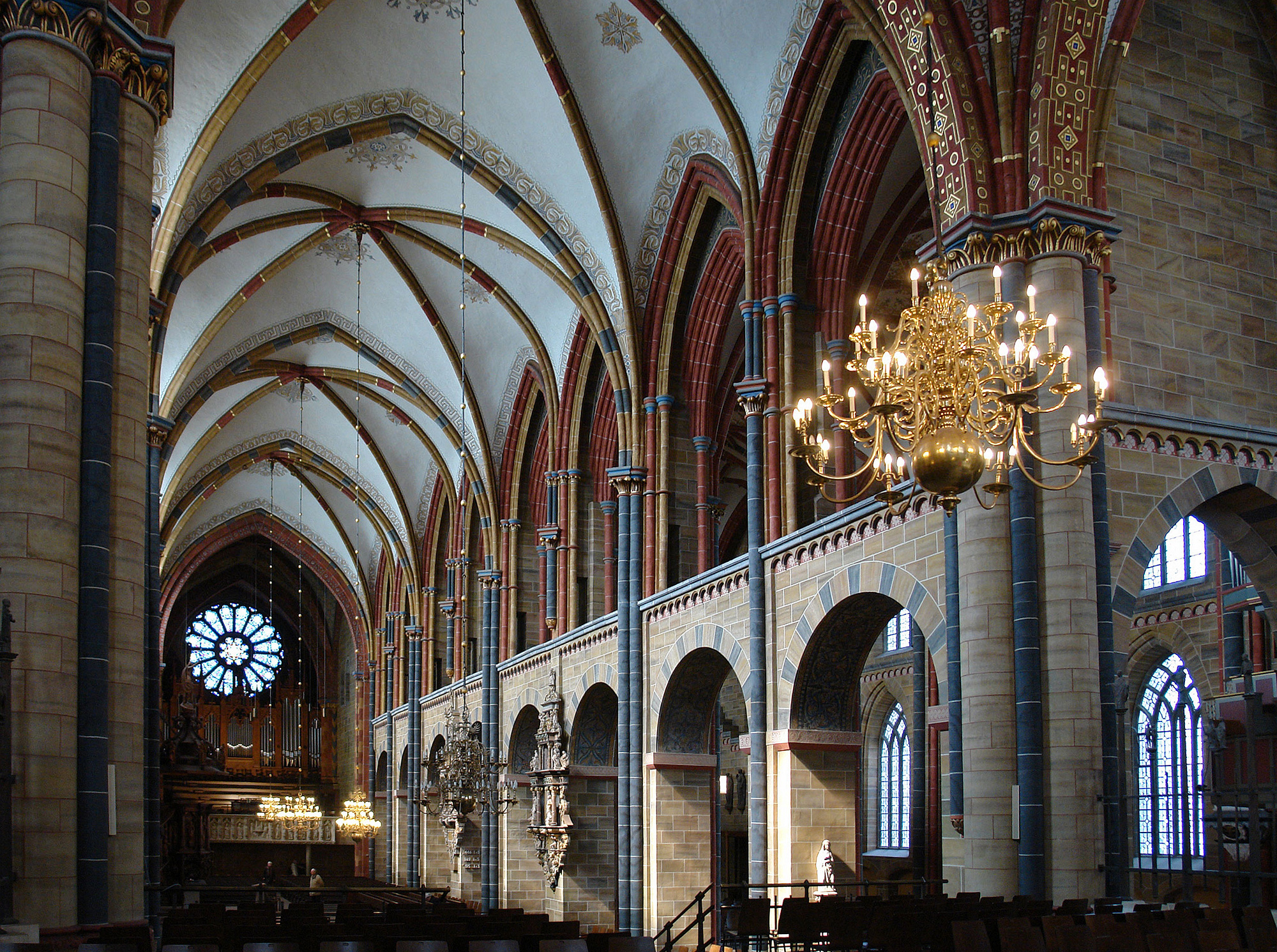
L'interno.

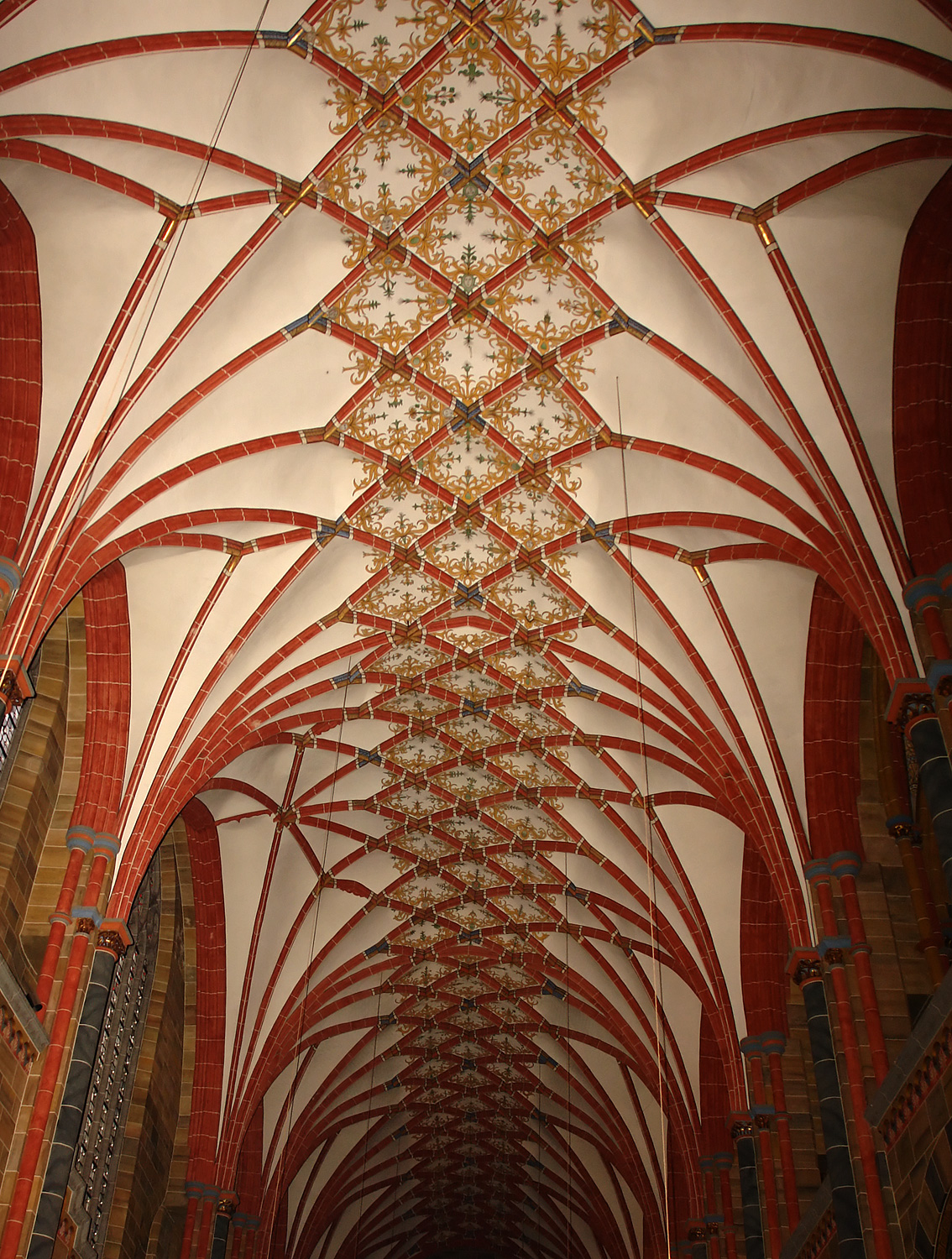
Le volte reticolate tardogotiche della navata sinistra.

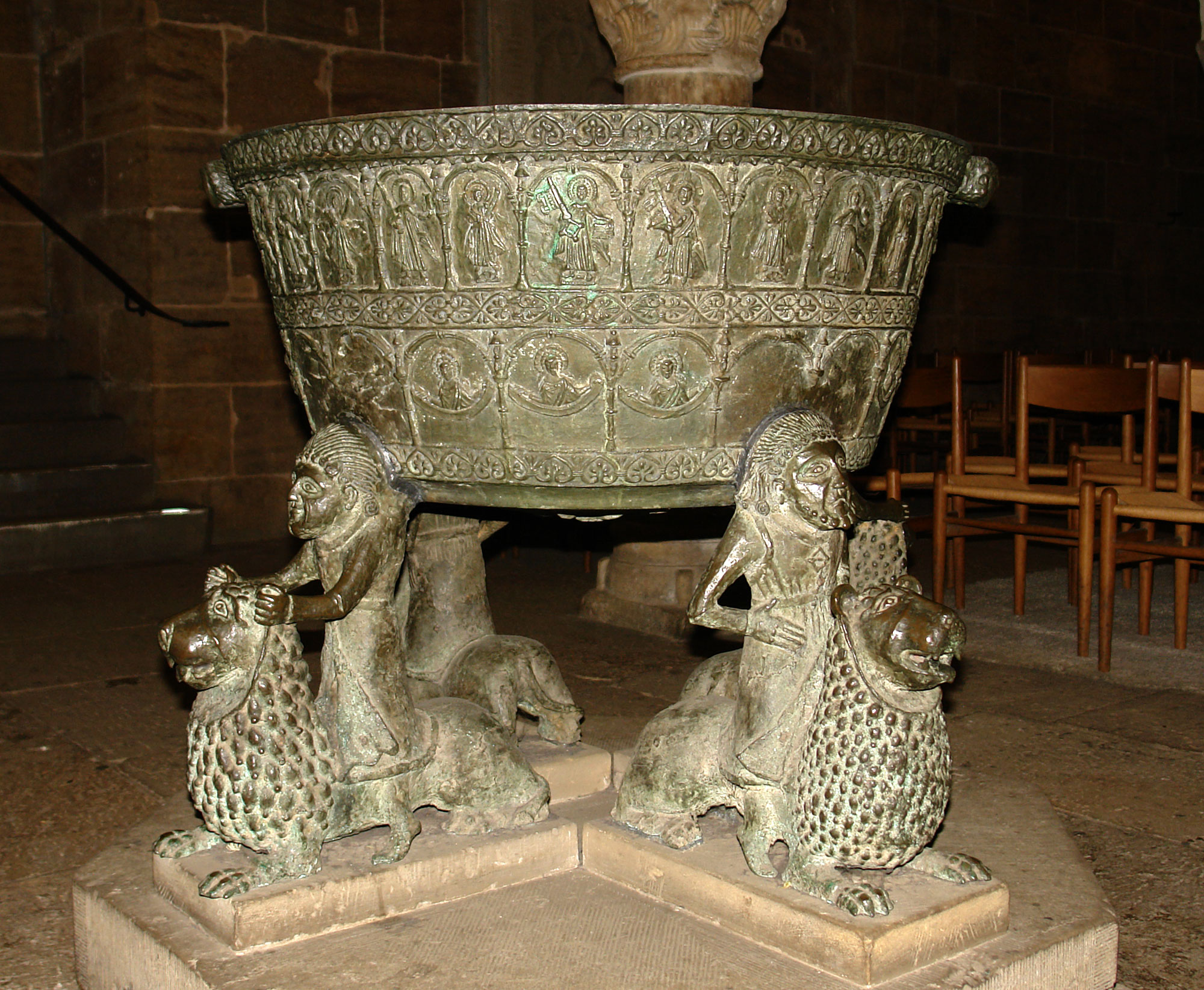
Il Fonte battesimale del XIII secolo.

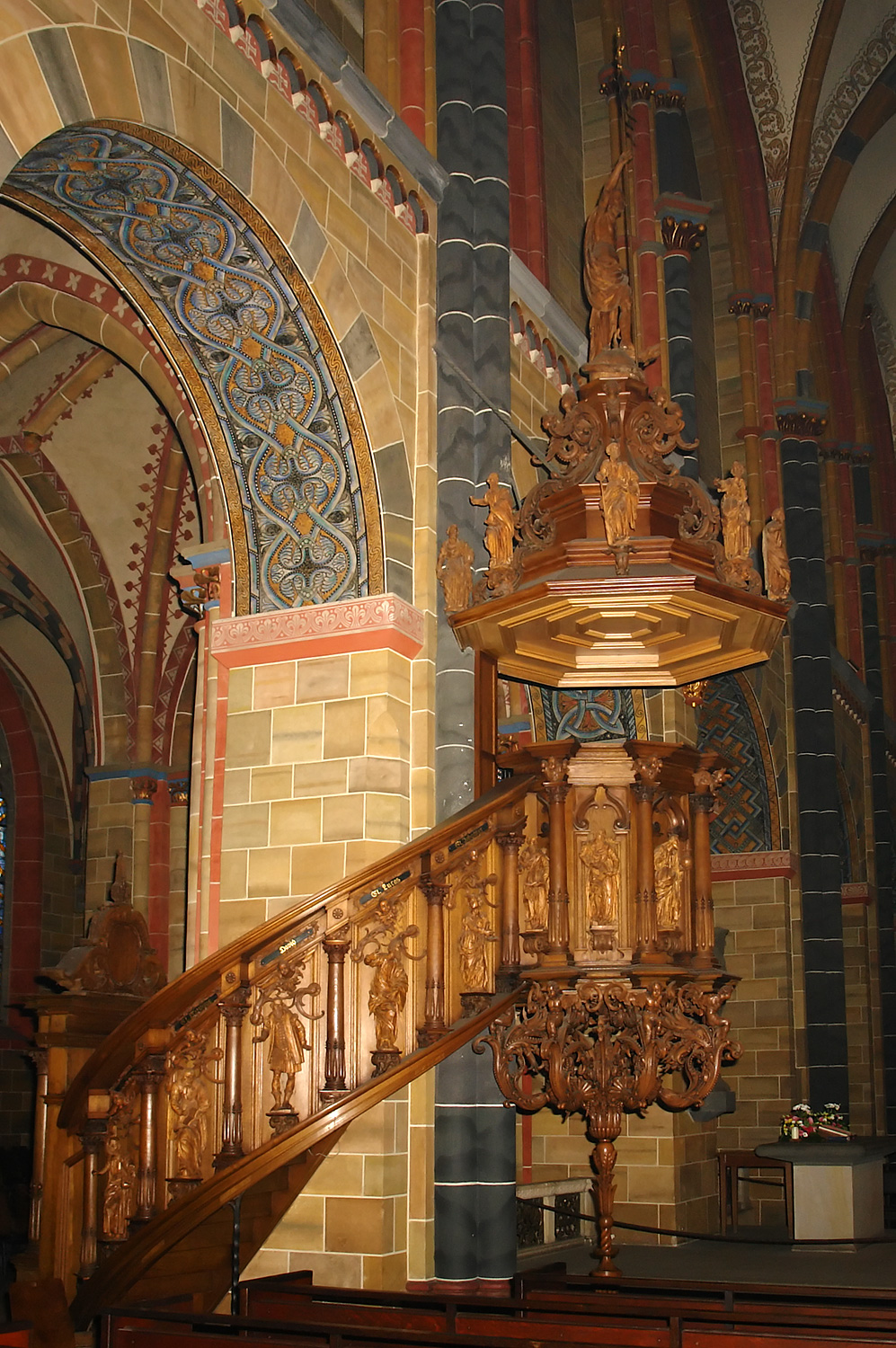
Il Pulpito del 1640.

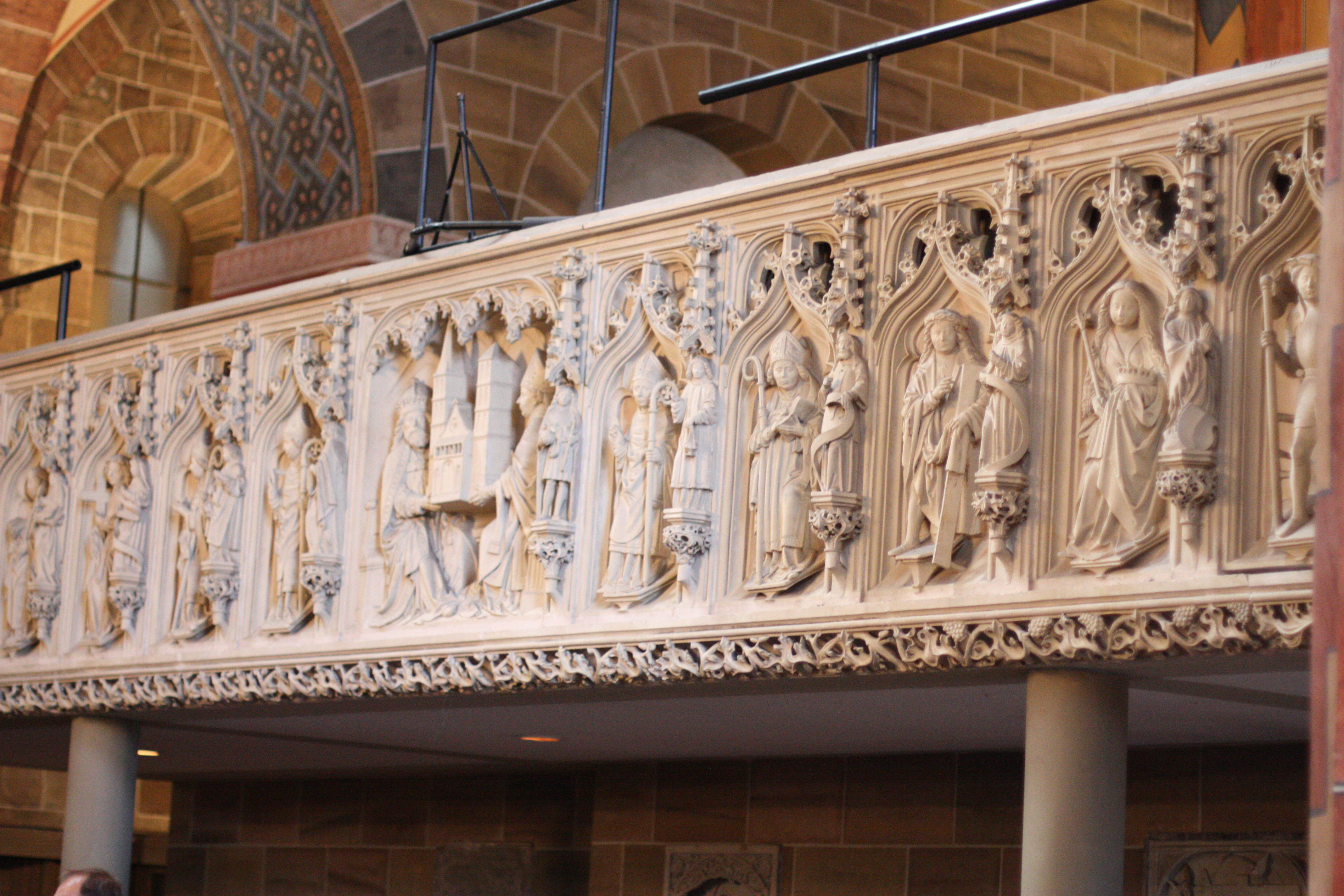
I rilievi del 1518 dell'antico tramezzo, oggi tribuna d'organo.

### Origini
Il luogo in cui è situata l'attuale cattedrale, in un punto elevato che predomina il fiume Weser, si trova direttamente sopra una costruzione preesistente (la cui effettiva esistenza pare accertata), in cui si riconosce la chiesa costruita per volontà del missionario anglicano Willehad. L'edificazione avvenne intorno all'anno 789, unitamente alla creazione della Diocesi di Brema di cui Willehad fu il primo vescovo. Nel 792, appena tre anni dopo il suo completamento, la costruzione in legno venne completamente bruciata e distrutta nel corso delle guerre sassoni. Dopo la morte di Willehad (789), per 13 anni non si ebbero a Brema né un vescovo, né una cattedrale. Nel 805, sotto la direzione del nuovo vescovo Willerich, iniziarono i lavori per la costruzione di una nuova struttura in pietra. I resti di questo edificio sono stati scoperti durante gli scavi nella navata della cattedrale attuale e permettono di rilevare approssimativamente la forma di questa seconda Cattedrale di Brema, in cui risiedette famoso Anscario dall'845 all'865, che fu vescovo di Brema e arcivescovo di Amburgo, quando la città divenne la sede combinata delle Arcidiocesi di Brema e Amburgo. Si ritiene che la cattedrale dell'860 circa fosse una chiesa a sala a tre navate. Nell'attuale cripta occidentale possiamo trovare, in alcune parti delle pareti, plinti e pietre angolari in blocchi lavorati, ora inglobati nel parete Nord. Questo ci permette di supporre che, probabilmente, la chiesa fosse dotata di un campanile a sé stante.

### Il Duomo carolingio
Nei primi anni del mandato del vescovo Adalbrand (1035-1043), iniziò la ricostruzione della cattedrale in stile carolingio, che corrisponde al nucleo centrale della costruzione attuale. Tuttavia, prima del completamento dei lavori di ristrutturazione, la chiesa venne distrutta - così come la maggior parte del resto degli edifici della città - dal vasto incendio scoppiato a Brema il 11 settembre 1041. Le fiamme danneggiarono irrimediabilmente anche parte della biblioteca della cattedrale. Questo avvenimento è noto come "erste Dombrand" (primo incendio del Duomo). 
Il vescovo Adalbrand dispose l'immediata ricostruzione del duomo, ma a causa dell'elevato grado di distruzione dell'edificio, i lavori si protrassero a lungo e ricaddero sull'arcivescovo Adalbert (1043-1072), successore di Adalbrand. 
Adalbert, che aveva trascorso molti anni in Italia, era molto impressionato dalla cultura mediterranea e prese il Duomo di Benevento, in Campania, come modello. Egli ordinò, addirittura, di usare maestranze lombarde per i lavori del Duomo di Brema, cosa che causò risentimento e incomprensione fra gli artigiani cittadini. 
Adalbert era così ansioso di completare i lavori di costruzione della cattedrale, che li portò avanti con poco riguardo per gli interessi della città. Così, su ordine di Adalbert parti delle mura della città vennero abbattute per fornire pietra a basso costo per il duomo; come, ad esempio, il muro di Domburg. La miopia di Adalbert portò la città e il duomo ad essere saccheggiate dai Sassoni nel 1064. 
La nuova cattedrale di Brema era una basilica a tetto piatto bicefala, con due cori, quello orientale dedicato a Maria e quello occidentale all'apostolo Simon Pietro. La chiesa, probabilmente, aveva sulla facciata ovest due torri. Due cripte, presenti ancora oggi, furono costruite sotto la parte occidentale della navata, decorate da scalpellini italiani. La cripta occidentale fu consacrata nel 1066, data intorno alla quale si presume fossero stati completati i lavori di ristrutturazione. Antica di 1000 anni, è la più antica stanza di Brema.

### Periodo gotico
Sotto il principe-arcivescovo Gebhard II (1219-1258) la chiesa venne ristrutturata per riflettere la nuova architettura gotica che si diffuse in tutta l'Europa. A causa della scarsità di pietra da costruzione, la chiesa fu costruita in mattoni, così come molti altri grandi edifici ecclesiastici e pubblici nel nord Europa. Il soffitto piatto della basilica venne rifatto con volte a crociera, che erano il segno distintivo dell'architettura gotica. Le torri e la parete anteriore della facciata ovest furono combinate insieme e venne aggiunto un rosone. Le torri furono elevate fin sopra il tetto della navata, sebbene lasciate con cime piatte. San Pietro è una dei più grandi edifici storici in mattoni dell'Europa.
Nella Pasqua del 1334, il principe-arcivescovo Burchard Grelle dichiarò di aver trovato le reliquie dei Santi Cosma e Damiano, che sarebbero state murate e dimenticate nel coro del Duomo di Brema. In occasione del ritrovamento, l'arcivescovo e il capitolo della cattedrale organizzarono una festa per la Pentecoste del 1335, quando le reliquie vennero estratte dal muro e poste in un luogo più dignitoso. Intorno al 1400 il capomastro della cattedrale, Johann Hemeling, commissionò un reliquiario, che venne ultimato dopo il 1420. Il reliquiario di legno di quercia intagliato, ricoperto in argento dorato laminato, è considerato un importante testimonianza dell'oreficeria medievale. Nel 1649 il collegio dei canonici della cattedrale, nel frattempo luterana, vendette il reliquiario al Principe elettore Massimiliano I di Baviera. Le reliquie sono oggi esposte nella chiesa dei Gesuiti di San Michele a Monaco di Baviera.
Sotto il principe-arcivescovo Johann Rode, officiante tra il 1497 e il 1511, lo stile della costruzione venne ulteriormente cambiato, trasformando la basilica in una chiesa in stile Tardo gotico tedesco, con una nuova navata settentrionale. Diverse cappelle vennero aggiunte. La cattedrale venne utilizzata principalmente per celebrazioni religiose ed eventi speciali, ma non per le funzioni parrocchiali quotidiane, che venivano svolte da altre chiese vicine.

### La Riforma
Quando la Riforma protestante travolse il nord della Germania, il territorio della chiesa di San Pietro era sotto l'immunità sovrana. L'ancora cattolico capitolo dei canonici della Cattedrale chiuse la chiesa nel 1532, dopo che una folla di cittadini aveva forzatamente interrotto una messa cattolica e chiese ad un pastore di tenere una funzione luterana. La Chiesa cattolica venne condannata dagli abitanti locali, come simbolo degli abusi di un lungo passato cattolico. L'edificio cadde in disuso e poi in rovina. Nel 1547 il consiglio presbiteriale, prevalentemente luterano, nominò l'olandese Albert Hardenberg, chiamato Rizaeus, come il primo Pastore protestante del duomo. Rizaeus invece si rivelò un fautore dello zwinglianesimo, dottrina respinta dai cittadini luterani, dal consiglio cittadino, e dal capitolo. Così nel 1561 Rizaeus venne deposto e bandito dalla città e la cattedrale richiuse le sue porte.
Mentre la maggior parte dei cittadini e dei consiglio cittadino di Brema adottò il Calvinismo fino al 1590, il consiglio presbiteriale, essendo allo stesso tempo il corpo di governo laico nel vicino principato arcivescovile, rimase aggrappato al luteranesimo. Nel 1638, l'amministratore luterano del principato arcivescovile, Federico di Danimarca, riaprì San Pietro come un luogo di culto luterano, mentre nel frattempo tutte le altre chiese della città erano diventate calviniste. Il 27 gennaio dello stesso anno, la torre sud crollò provocando gravi danni agli edifici circostanti e uccidendo otto persone. Nel 1642, una scuola luterana di latino venne aperta a San Pietro. Soli diciotto anni più tardi, un fulmine colpì la torre nord bruciando il tetto, che crollò sulla navata. La torre nord fu rapidamente ricostruita, una struttura tozza dal tetto piatto. La torre sud rimase in stato di rovina.
Nel 1803, il distretto cattedrale con San Pietro che godeva di immunità sovrana (Domfreiheit, letteralmente la "libertà", nel senso di immunità ecclesiastica, del Duomo) nel frattempo divenuto una enclave extraterritoriale di Brema-Verden, succeduta al principato-arcivescovile nel 1648, fu incorporata nella libera città imperiale di Brema. Il borgomastro Johann Smidt, membro devoto della chiesa calvinista, confiscò le notevoli proprietà della congregazione luterana, sostenendo la sua legale inesistenza. I rappresentanti della congregazione luterana, guidati dal pastore della cattedrale Johann David Nicolai, iniziarono a lottare per il diritto di esistere. La lotta durò fino al riconoscimento ufficiale della congregazione nel 1830, sostenuto da una maggioranza di senatori calvinisti di Brema (membri del governo) contro la volontà espressa da Smidt. Smidt abusò il suo potere governativo per sopprimere la congregazione luterana attraverso ordinanze, confische e screditandoli pubblicamente.

### Restauri
L'atteggiamento dell'opinione pubblica, prevalentemente calvinista, verso la cattedrale luterana di San Pietro rimase distaccato. I cittadini non trovarono motivo di spendere denaro per la ristrutturazione della cattedrale in rovina. Nel 1873 la congregazione calvinista e luterana di Brema si riconciliarono e fondarono un'unica unità amministrativa: l'ancora esistente Chiesa Evangelica di Brema, che comprende la maggior parte dei cittadini di Brema. Nel 1880, i cittadini di Brema decisero che il duomo doveva essere riportato al suo splendore medievale. Denaro venne raccolto per la ristrutturazione dell'edificio e i lavori iniziarono nel 1888. La ricostruzione continuò fino al 1901, quando la cattedrale venne riaperta. Il restauro venne fatto secondo lo stile neoromanico, una allora moderna interpretazione dell'antico stile creato da Max Salzmann. Le torri furono innalzate alla loro altezza attuale e completate nel 1892. L'interno della chiesa fu restaurato in stile gotico, cosa che rende difficile vedere i cambiamenti di stile che si sono verificati nel corso del tempo.
La facciata occidentale della cattedrale riflette le origini romaniche dell'edificio, tuttavia la facciata moderna, che include la vetrata ovest, fu interessata dalla ricostruzione della cattedrale del 1880. I livelli inferiori furono restaurati per mostrare le origini arenarie della cattedrale, mentre il resto dell'edificio fu costruito seguendo lo stile gotico baltico, caratteristico della Germania settentrionale. Si ritiene che la facciata ovest, una volta avesse un portico a due piani, con una galleria superiore e una inferiore. 
La chiesa fu colpita da una bomba durante un raid aereo degli Alleati nel 1943, e danneggiata più volte fino al 1945, quando una grossa bomba causò il crollo della volta del tetto. La struttura fu così gravemente danneggiata che si temette il crollo dell'intero edificio. Tuttavia le rovine vennero stabilizzate e la cattedrale ricostruita intorno al 1950. Dal 1972 al 1981, l'edificio fu nuovamente ricostruito nella forma tardo gotica del restauro del 1901.

## Curiosità
Due tradizioni interessanti sono collegate alla cattedrale. Quando un uomo raggiunge l'età di 30 anni e non è ancora sposato, deve spazzare i gradini della cattedrale fino a quando una giovane donna non gli dia un bacio e così lo liberi da quel compito. A loro volta, le donne che raggiungono il loro trentesimo compleanno non sposate, vanno a lucidare le maniglie della cattedrale in compagnia di amici e familiari fino a quando non vengono liberate dal bacio di un giovane uomo. 

## Persone sepolte nella cattedrale
- Villeado di Brema
- Emma di Lesum
- Unni (solo la testa)

## Persone legate alla cattedrale
- Wilhelm Christian Müller (1752-1831), direttore musicale e cantore della scuola della cattedrale dal 1784 al 1817